# Atletismo nos Jogos Olímpicos de Verão de 2016 - Lançamento de disco masculino
A competição do lançamento de disco masculino do atletismo nos Jogos Olímpicos de Verão de 2016 aconteceu entre os dias 12 e 13 de agosto no Estádio Olímpico.

## Calendário
Horário local (UTC-3).
| Data                         | Horário | Fase          |
| ---------------------------- | ------- | ------------- |
| Sexta, 12 de agosto de 2016  | 9:30    | Eliminatórias |
| Sábado, 13 de agosto de 2016 | 10:50   | Final         |

## Medalhistas
| Ouro   | GER Christoph Harting |
| Prata  | POL Piotr Małachowski |
| Bronze | GER Daniel Jasinski   |

## Recordes
Antes desta competição, os recordes mundiais e olímpicos da prova eram os seguintes:
| Tipo | Atleta            | Marca   | Local          | Data                 |
| ---- | ----------------- | ------- | -------------- | -------------------- |
|      | Jürgen Schult     | 74,08 m | Neubrandenburg | 6 de junho de 1986   |
|      | Virgilijus Alekna | 69,89 m | Atenas         | 23 de agosto de 2004 |

## Resultados

### Eliminatórias
Qualificação: 65,50m (Q) ou os 12 melhores qualificados (q) avançam para as finais.
| Pos. | Grupo | Atleta                | CON                | #1    | #2    | #3    | Resultado | Notas |
| ---- | ----- | --------------------- | ------------------ | ----- | ----- | ----- | --------- | ----- |
| 1    | A     | Piotr Małachowski     | POL Polônia        | 64.69 | 65.89 |       | 65.89     | Q     |
| 2    | A     | Lukas Weißhaidinger   | AUT Áustria        | 63.43 | 65.86 |       | 65.86     | Q,    |
| 3    | B     | Christoph Harting     | GER Alemanha       | x     | 64.49 | 65.41 | 65.41     | q     |
| 4    | A     | Andrius Gudžius       | LTU Lituânia       | 59.50 | x     | 65.18 | 65.18     | q,    |
| 5    | A     | Gerd Kanter           | EST Estônia        | 62.86 | 64.02 | x     | 64.02     | q     |
| 6    | B     | Mason Finley          | USA Estados Unidos | 61.52 | 62.55 | 63.68 | 63.68     | q     |
| 7    | B     | Axel Härstedt         | SWE Suécia         | 63.58 | x     | x     | 63.58     | q     |
| 8    | B     | Apostolos Parellis    | CYP Chipre         | 61.60 | 63.35 | 61.74 | 63.35     | q     |
| 9    | B     | Zoltán Kővágó         | HUN Hungria        | 59.83 | 63.34 | 61.57 | 63.34     | q     |
| 10   | B     | Martin Kupper         | EST Estônia        | 61.15 | 62.92 | x     | 62.92     | q     |
| 11   | A     | Daniel Jasinski       | GER Alemanha       | x     | 62.83 | 61.30 | 62.83     | q     |
| 12   | B     | Philip Milanov        | BEL Bélgica        | 62.68 | 62.59 | x     | 62.68     | q     |
| 13   | B     | Sven Martin Skagestad | NOR Noruega        | 59.69 | 62.45 | x     | 62.45     |       |
| 14   | A     | Daniel Ståhl          | SWE Suécia         | 60.78 | x     | 62.26 | 62.26     |       |
| 15   | B     | Robert Harting        | GER Alemanha       | x     | x     | 62.21 | 62.21     |       |
| 16   | A     | Andrew Evans          | USA Estados Unidos | x     | 61.87 | x     | 61.87     |       |
| 17   | B     | Robert Urbanek        | POL Polônia        | x     | 61.76 | 61.53 | 61.76     |       |
| 18   | B     | Mauricio Ortega       | COL Colômbia       | x     | 61.62 | x     | 61.62     |       |
| 19   | B     | Matthew Denny         | AUS Austrália      | 60.78 | 61.16 | x     | 61.16     |       |
| 20   | A     | Benn Harradine        | AUS Austrália      | 60.82 | 60.85 | 55.68 | 60.85     |       |
| 21   | B     | Guðni Valur Guðnason  | ISL Islândia       | 53.51 | 60.45 | 59.37 | 60.45     |       |
| 22   | A     | Jorge Fernández       | CUB Cuba           | 59.93 | 60.43 | 60.09 | 60.43     |       |
| 23   | A     | Mykyta Nesterenko     | UKR Ucrânia        | 57.87 | 60.28 | 60.31 | 60.31     |       |
| 24   | B     | Ehsan Haddadi         | IRI Irã            | 57.86 | 59.92 | 60.15 | 60.15     |       |
| 25   | B     | Frank Casañas         | ESP Espanha        | x     | 57.81 | 59.96 | 59.96     |       |
| 26   | A     | Tavis Bailey          | USA Estados Unidos | x     | 59.81 | 59.25 | 59.81     |       |
| 27   | A     | Lois Maikel Martínez  | ESP Espanha        | x     | 59.42 | x     | 59.42     |       |
| 28   | B     | Vikas Gowda           | IND Índia          | 57.59 | 58.99 | 58.70 | 58.99     |       |
| 29   | A     | Alex Rose             | SAM Samoa          | 57.24 | 56.47 | 54.42 | 57.24     |       |
| 30   | A     | Mahmoud Samimi        | IRI Irã            | 56.94 | 55.43 | 56.07 | 56.94     |       |
| 31   | A     | Yevgeniy Labutov      | KAZ Cazaquistão    | 55.54 | 54.02 | 54.82 | 55.54     |       |
| 32   | B     | Oleksiy Semenov       | UKR Ucrânia        | 54.69 | 54.59 | 55.35 | 55.35     |       |
| 33   | A     | Sultan Al-Dawoodi     | KSA Arábia Saudita | x     | 54.09 | 54.84 | 54.84     |       |
| 34   | A     | Fedrick Dacres        | JAM Jamaica        | x     | x     | 50.69 | 50.69     |       |
| –    | B     | Danijel Furtula       | MNE Montenegro     | x     | x     | x     | NM        |       |

### Final
| Pos.              | Atleta              | CON                | #1    | #2    | #3    | #4          | #5          | #6          | Resultado | Notas |
| ----------------- | ------------------- | ------------------ | ----- | ----- | ----- | ----------- | ----------- | ----------- | --------- | ----- |
| Medalha de ouro   | Christoph Harting   | GER Alemanha       | 62.38 | 66.34 | x     | x           | 64.77       | 68.37       | 68.37     | ,     |
| Medalha de prata  | Piotr Małachowski   | POL Polônia        | 67.32 | 67.06 | 67.55 | x           | 65.51       | 65.38       | 67.55     |       |
| Medalha de bronze | Daniel Jasinski     | GER Alemanha       | 65.77 | 65.01 | 66.08 | 64.83       | 63.31       | 67.05       | 67.05     |       |
| 4                 | Martin Kupper       | EST Estônia        | 64.47 | x     | 62.88 | x           | x           | 66.58       | 66.58     |       |
| 5                 | Gerd Kanter         | EST Estônia        | 65.10 | 63.01 | 64.45 | 63.73       | x           | x           | 65.10     |       |
| 6                 | Lukas Weißhaidinger | AUT Áustria        | 62.14 | 62.44 | 61.81 | x           | x           | 64.95       | 64.95     |       |
| 7                 | Zoltán Kővágó       | HUN Hungria        | 64.50 | x     | 62.98 | x           | x           | x           | 64.50     |       |
| 8                 | Apostolos Parellis  | CYP Chipre         | 61.00 | 60.82 | 63.72 | x           | 63.49       | 62.37       | 63.72     |       |
| 9                 | Philip Milanov      | BEL Bélgica        | 62.22 | x     | x     | Não avançou | Não avançou | Não avançou | 62.22     |       |
| 10                | Axel Härstedt       | SWE Suécia         | 54.77 | 62.12 | x     | Não avançou | Não avançou | Não avançou | 62.12     |       |
| 11                | Mason Finley        | USA Estados Unidos | 60.43 | x     | 62.05 | Não avançou | Não avançou | Não avançou | 62.05     |       |
| 12                | Andrius Gudžius     | LTU Lituânia       | 60.66 | 58.89 | x     | Não avançou | Não avançou | Não avançou | 60.66     |       |

Legenda
| Recorde mundial      | Recorde mundial (World record)               |                       | Recorde africano                      | Recorde africano (African) |                                           | Q | Classificado por posição (Qualified) |
| Recorde olímpico     | Recorde olímpico (Olympic record)            | Recorde da América    | Recorde da América (Americas)         | q                          | Classificado por melhor tempo (Qualified) |   |                                      |
| Melhor marca do ano  | Melhor marca do ano (World leading)          | Recorde asiático      | Recorde asiático (Asian)              | DNS                        | Não largou (Did not start)                |   |                                      |
| Recorde nacional     | Recorde nacional (National record)           | Recorde europeu       | Recorde europeu (European)            | DNF                        | Não terminou (Did not finish)             |   |                                      |
| Recorde pessoal      | Recorde pessoal do atleta (Personal best)    | Recorde da Oceania    | Recorde da Oceania (Oceania)          | DSQ / DQ                   | Desclassificado (Disqualified)            |   |                                      |
| Recorde da temporada | Recorde da temporada do atleta (Season best) | Recorde sul-americano | Recorde sul-americano (South America) | NM                         | Sem marca (No mark)                       |   |                                      |